# Skip the Use
Skip the Use is een Franse band, opgericht in 2008, met elektronische funk, rock en punk-invloeden. De band bestaat uit zanger Mat Bastard, gitarist Yan Stefani, bassist Jay Gimenez, pianist Lio Raepsaet en drummer Manamax Catteloin. Skip the Use staat onder contract bij Polydor, de muziek wordt gedistribueerd door Universal Music Group.

## Geschiedenis
De groep speelde eerst onder de naam Carving en richtte zich op punkmuziek, later gingen ze verder onder de naam Skip the Use. Op 5 oktober 2009 werd hun eerste gelijknamige studioalbum uitgegeven. De band ging daarna op tournee door Frankrijk, Canada, België, Duitsland, Hongarije en Litouwen voor de promotie van het album. Ook was de band op verschillende muziekfestivals te zien.
In begin 2011 kwam de single Give Me Your Life uit. In oktober werd een extended play uitgegeven: Sound from the Shadow. Een fysiek exemplaar alleen te verkrijgen bij concerten van de band.
In januari 2012 was de band genomineerd voor "beste nieuwe live groep of artiest van het jaar" bij Victoires de la Musique. De single Ghost kreeg zijn première in het Franse televisieprogramma Taratata. De band heeft in de uitzending een optreden gegeven en werden daarbij ondersteund door een koor. Op 6 februari 2012 kwam het tweede studioalbum van de band uit: Can Be Late.
Skip the Use was op 26 juni 2013 te zien als supportact van de Britse rockband Muse als onderdeel van The 2nd Law Tour.

## Discografie

### Studioalbums
- Skip the Use (2009)
- Can Be Late (2012)
- Little Armageddon (2014)

### Extended plays
- Sound from the Shadow (2011)

### Singles
- Ghost (2012)
- Give Me Your Live (2012)
- Cup of Coffee (2013)
- Nameless World (2013)
- The Story of Gods and Men (2014)

## In andere media
- Het nummer "Give Me" werd gebruikt in een reclame van het Franse televisiekanaal Canal+.[2]
- Het nummer wordt ook gebruikt als intro van de televisieserie Bienvenue dans la Ruche.